# Lista foștilor membri ai Camerei Reprezentanților Statelor Unite ale Americii: Q
Această este o listă a foștilor membri ai Camerei Reprezentanților Statelor Unite ale Americii al căror nume de familie începe cu litera Q.
| Reprezentant        | Ani                  | Stat          | Partid              |
| ------------------- | -------------------- | ------------- | ------------------- |
| John A. Quackenbush | 1889-1893            | New York      | Republican          |
| James M. Quarles    | 1859-1861            | Tennessee     | Opoziționist        |
| Julian M. Quarles   | 1899-1901            | Virginia      | Democrat            |
| Tunstall Quarles    | 1817-1820            | Kentucky      | Democrat-Republican |
| Dan Quayle          | 1977-1981            | Indiana       | Republican          |
| John F. Quayle      | 1923-1930            | New York      | Democrat            |
| Al Quie             | 1958-1979            | Minnesota     | Republican          |
| Lemuel E. Quigg     | 1894-1899            | New York      | Republican          |
| James M. Quigley    | 1955-1957, 1959-1961 | Pennsylvania  | Democrat            |
| Jimmy Quillen       | 1963-1997            | Tennessee     | Republican          |
| Percy Quin          | 1913-1932            | Mississippi   | Democrat            |
| Josiah Quincy III   | 1805-1813            | Massachusetts | Federalist          |
| Jack Quinn          | 1993-2005            | New York      | Republican          |
| James Leland Quinn  | 1935-1939            | Pennsylvania  | Democrat            |
| John Quinn          | 1889-1891            | New York      | Democrat            |
| Peter A. Quinn      | 1945-1947            | New York      | Democrat            |
| Terence J. Quinn    | 1877-1878            | New York      | Democrat            |
| T. Vincent Quinn    | 1949-1951            | New York      | Democrat            |
| John A. Quitman     | 1855-1858            | Mississippi   | Democrat            |